# Bukovci
Bukovci su naseljeno mjesto u općini Busovača, Federacija Bosne i Hercegovine, BiH.

## Stanovništvo

### 1991.
Nacionalni sastav stanovništva 1991. godine, bio je sljedeći:
ukupno: 416
- Muslimani - 312
- Hrvati - 103
- ostali, neopredijeljeni i nepoznato - 1

### 2013.
Nacionalni sastav stanovništva 2013. godine, bio je sljedeći:
ukupno: 355
- Bošnjaci - 303
- Hrvati - 47
- Srbi - 1
- ostali, neopredijeljeni i nepoznato - 4